# Santi Buglioni

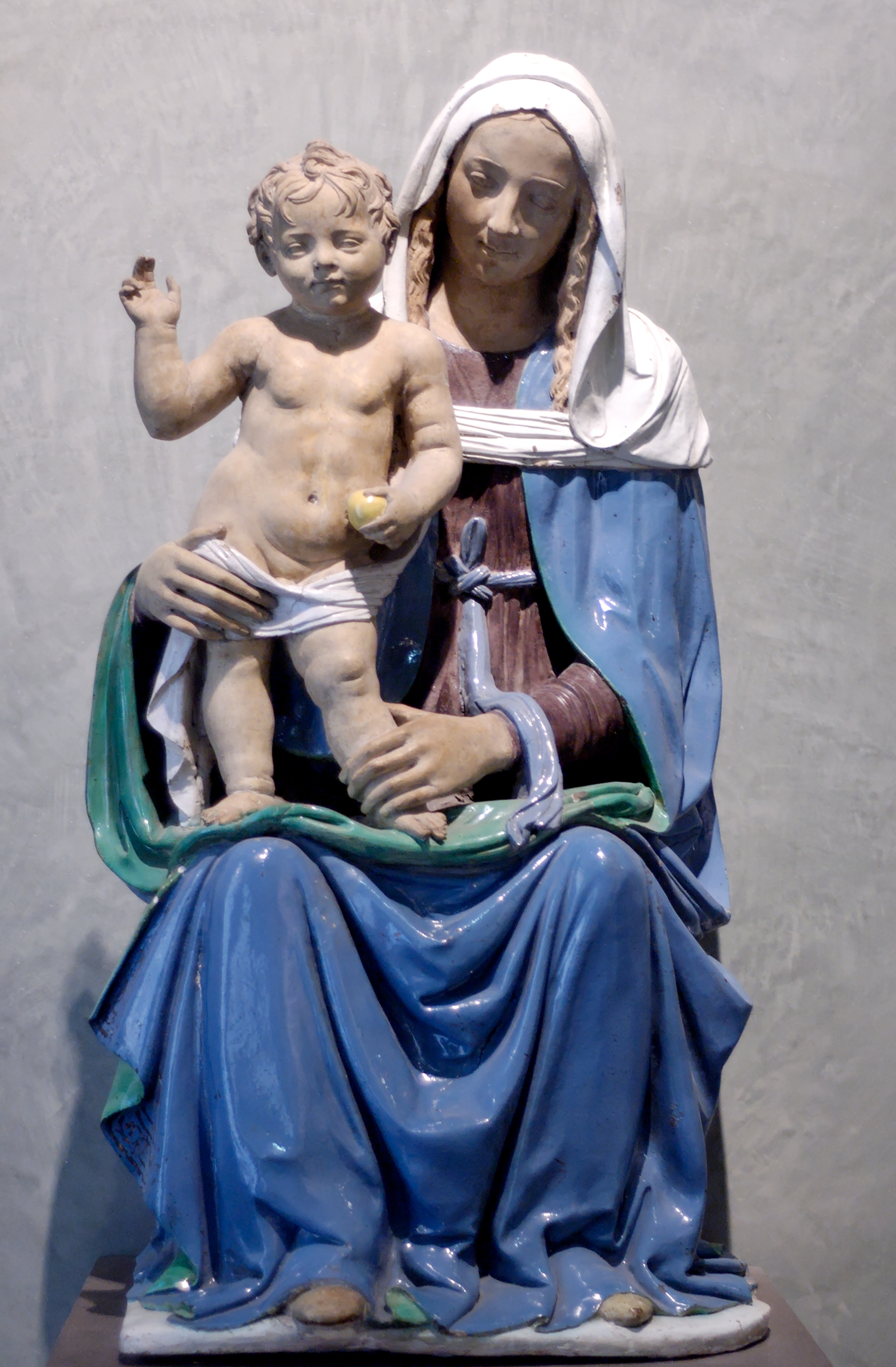
Diese im Louvre befindliche Madonna mit Kind wird Buglioni zugeschrieben.

Santi Buglioni, alias Santi di Michele, (* 20. Dezember 1494 in Florenz; † 27. September 1576 ebenda) war ein italienischer Bildhauer. Er war Neffe und Mitarbeiter von Benedetto Buglioni.

## Biografie
Nachdem Luca della Robbia vor der Pest nach Frankreich geflohen war, erbte die Familie Buglioni von ihm die Geheimnisse der neuen Töpferglasurtechniken. Laut Giorgio Vasari erfuhren die Buglioni das Geheimnis von della Robbia durch eine Frau, die in seinem Haus verkehrte.
Zu den Werken, die Santi Buglioni zugeschrieben werden, gehören Deposizione im Museum San Francesco in Greve in Chianti, das Ciborio con angeli adoranti e festoni di frutta in der Kirche San Silvestro in Convertoie, die Pflasterung der Biblioteca Medicea Laurenziana und des Palazzo Vecchio in Florenz. Um 1520–1530 schuf er das Noli me tangere im Bargello und die Fassadendekoration des Ospedale del Ceppo in Pistoia. Aus dem Jahr 1539 stammt das Denkmal für den Condottiere Giovanni dalle Bande Nere, zusammen mit Niccolò Tribolo, gefolgt von einer glasierten Keramik für die Abtei von Vallombrosa.
Buglioni, der in seinen späten Jahren erblindete, starb 1576 und wurde in der Kirche Santa Maria Maggiore in Florenz beigesetzt. Zu seinen Nachkommen gehört Vincenzo Viviani, ein Schüler und Biograph von Galileo Galilei.

## Galerie

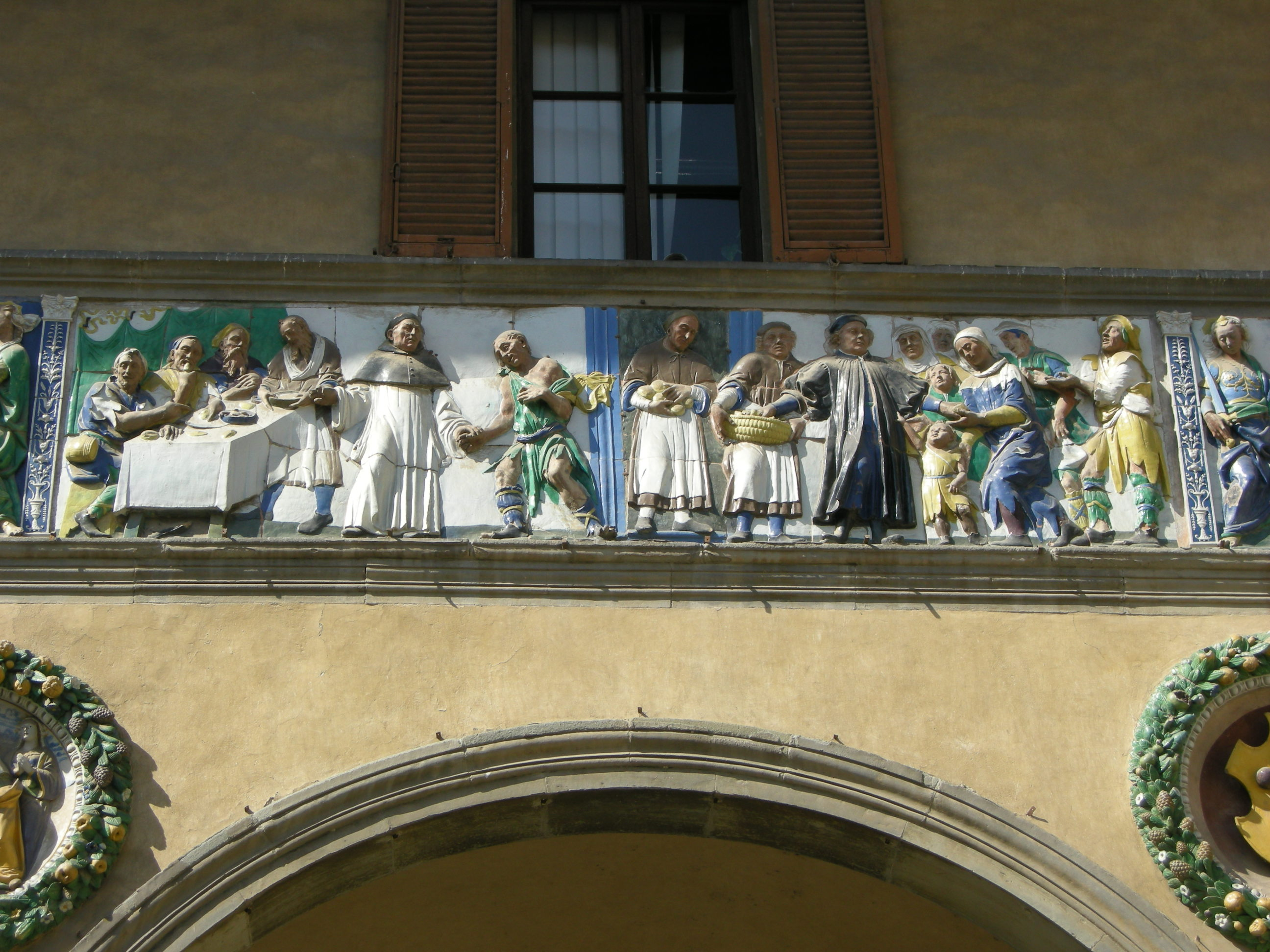
Relief am Ospedale del Ceppo (Ausschnitt)
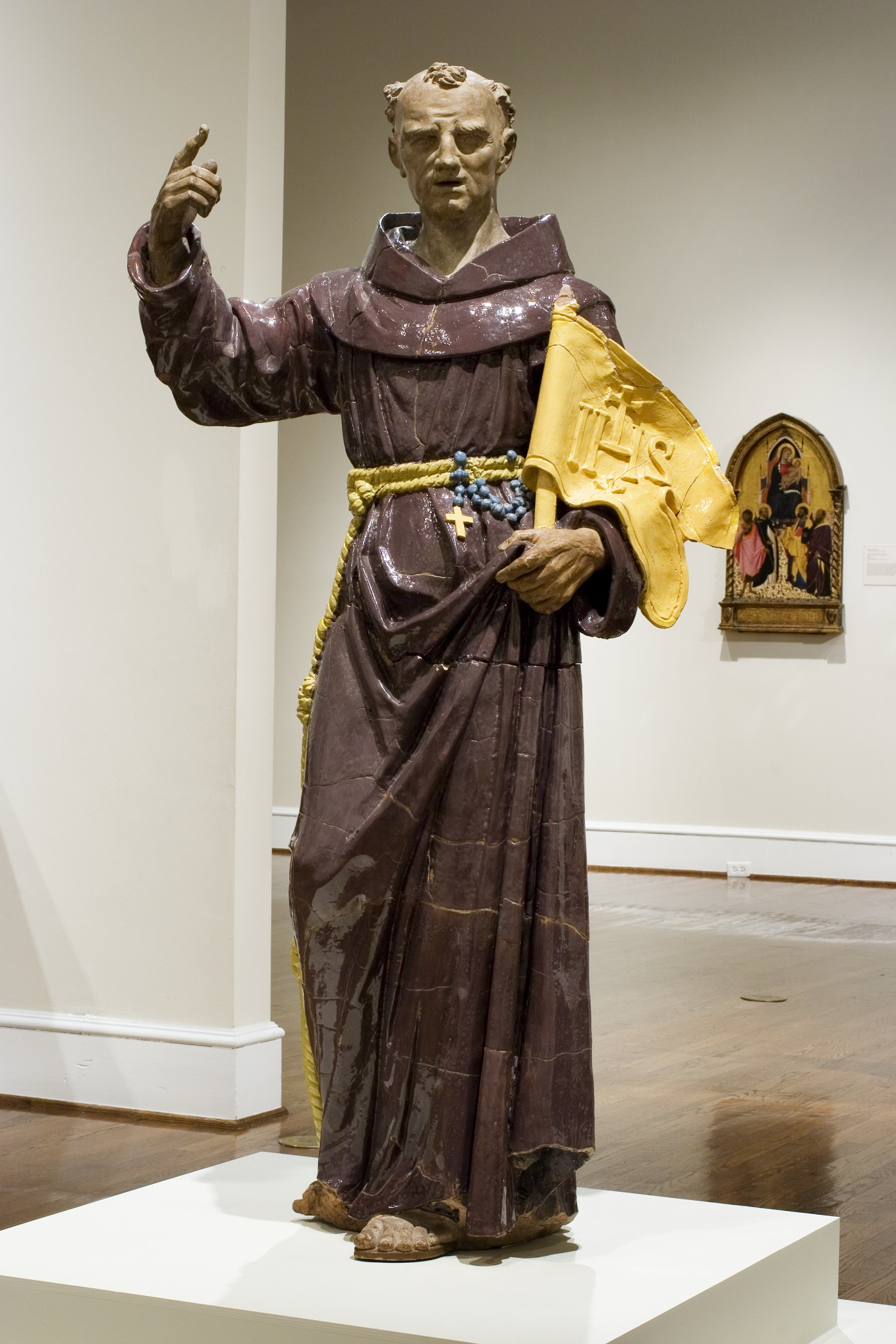
San Giovanni di Capistrano (ca. 1550)
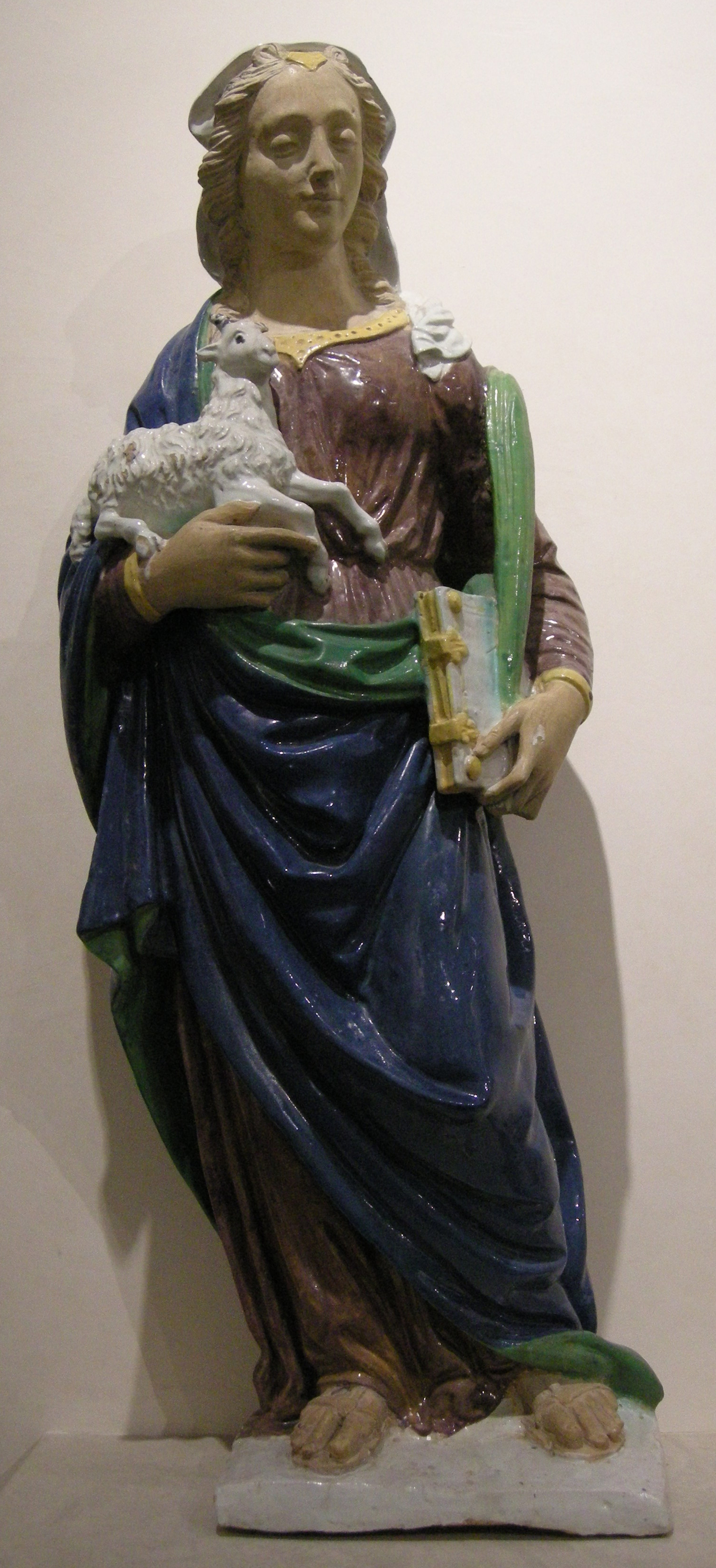
St. Agnes (1510–1520)
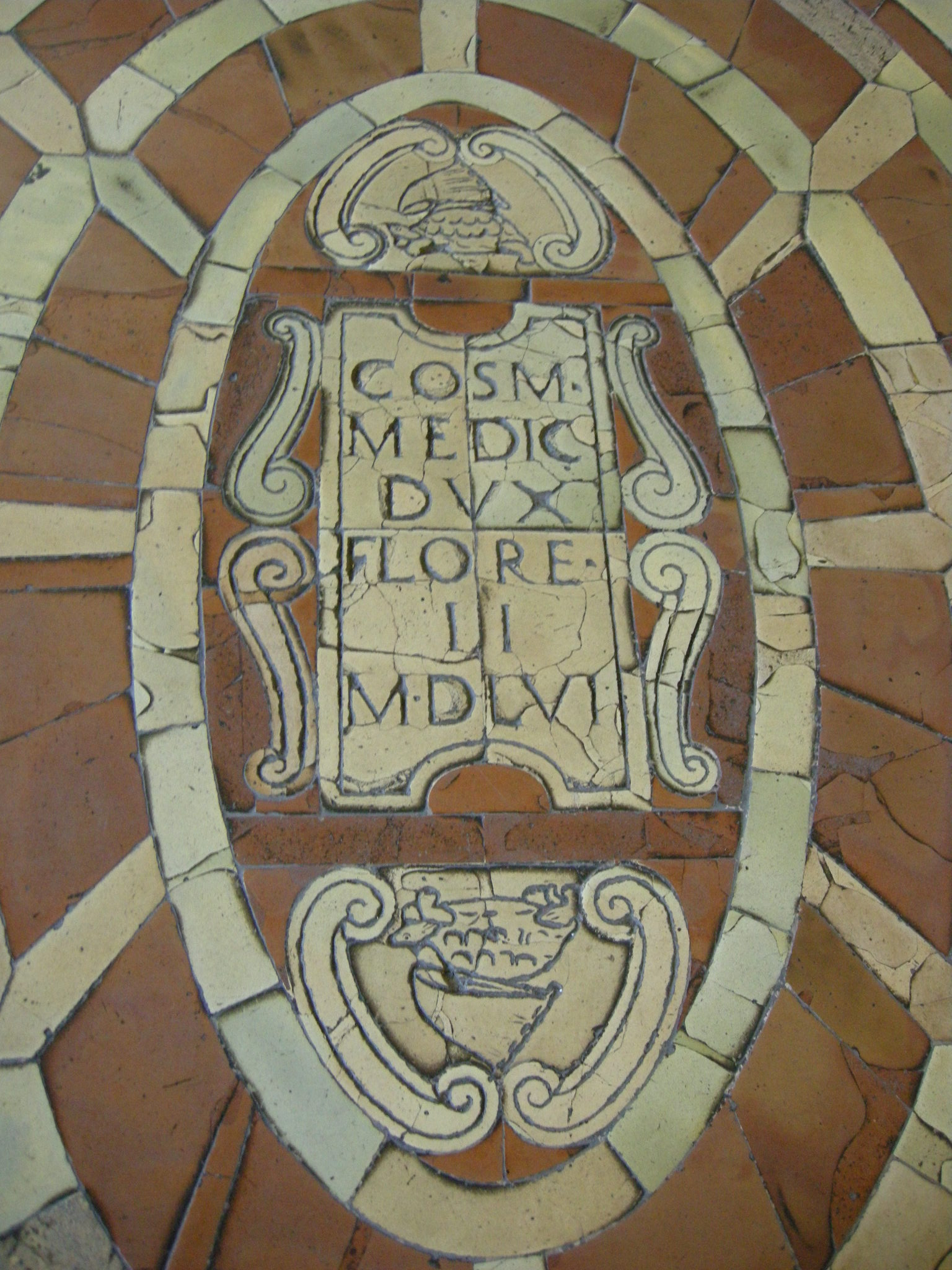
Boden im Sala di opi, Palazzo Vecchio (Ausschnitt)
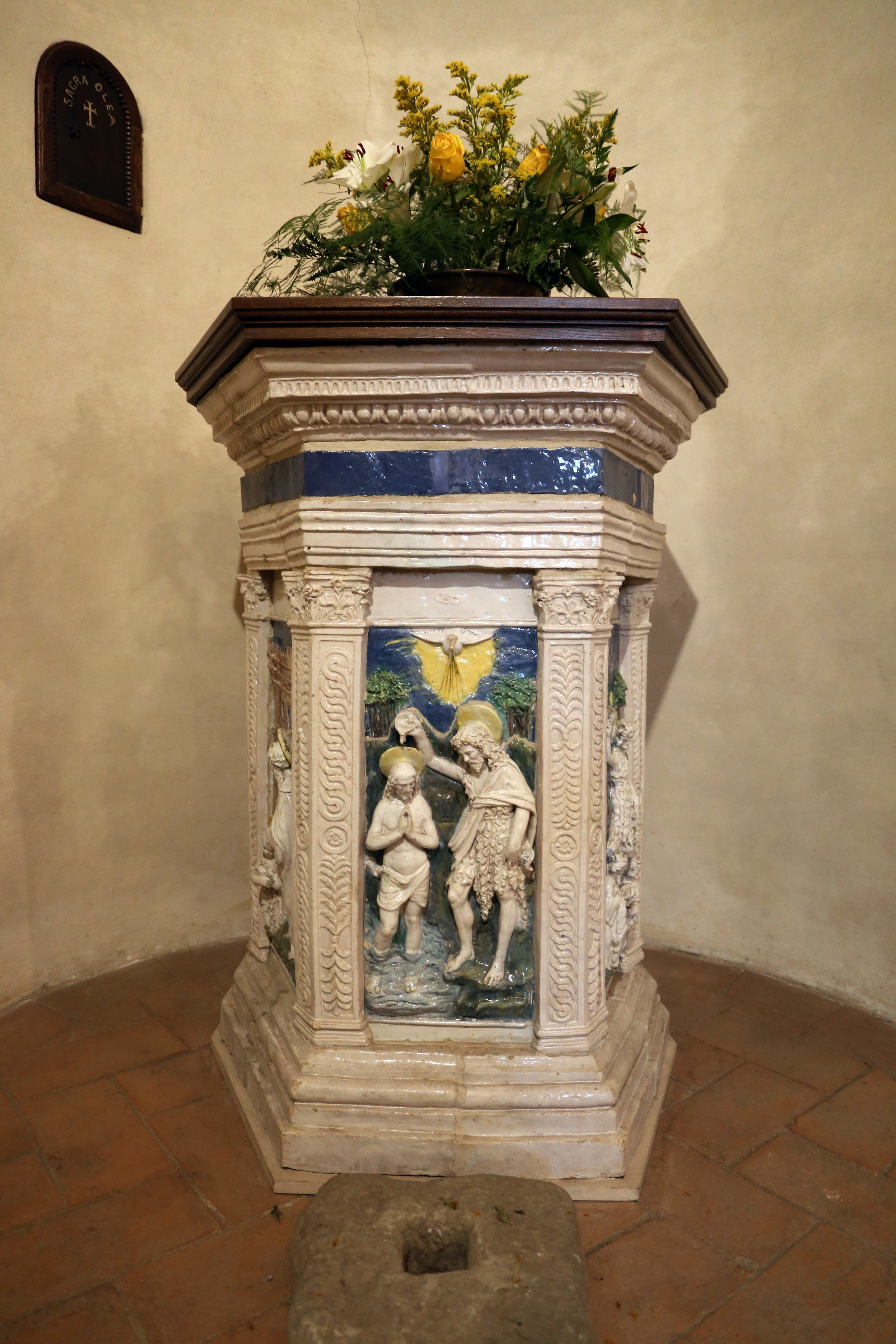
Taufbecken der Kirche San Leolino in Rignano sull'Arno